# León VI el Sabio
León VI el Sabio (19 de septiembre de 866-11 de mayo de 912) fue emperador bizantino desde 886 hasta su muerte.

## Origen y familia
De su padre Basilio I heredó un imperio más extenso y poderoso que lo que venía siendo previamente (desde la expansión árabe e invasiones eslavas).  Sin embargo, él y su padre se odiaban, y es posible que León en realidad no fuese hijo de Basilio, sino de Miguel III, el emperador que había precedido a Basilio en el trono. Basilio estuvo a punto de cegar a León en su adolescencia.  En 886, Basilio murió en un accidente de caza, aunque en su lecho de muerte sostuvo que se trataba en realidad de un intento de asesinato en el que estaría posiblemente implicado el propio León.

## Reinado

### Legislación

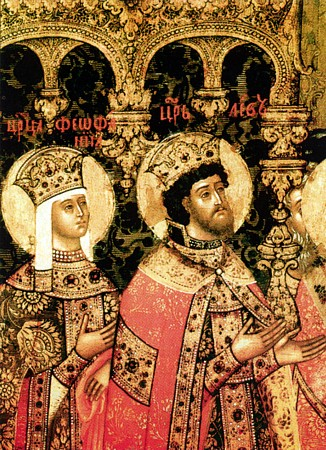
León junto con su primera esposa Teófano II.

León terminó la compilación de la Basilika, la traducción griega y puesta al día del código jurídico creado por Justiniano I, que se había iniciado durante el reinado de Basilio. Fue el último emperador que ostentó el cargo de cónsul, un vestigio de uno de los gobernantes colegiados de la antigua República Romana.

### Conflictos con búlgaros y rusos
León no logró tantos éxitos en el campo de batalla como Basilio, quien nunca había sido derrotado por los búlgaros, mientras que en 894 estos vencieron al ejército de León. En 895 tuvo más éxito, tras aliarse por primera vez con los magiares, aunque en 896, sin el apoyo magiar, los bizantinos volvieron a ser derrotados.
En 907 Constantinopla sufrió un ataque de los Rus de Kiev, que intentaban conseguir derechos comerciales más ventajosos con el Imperio. León les pagó para lograr la paz, pero atacaron de nuevo en 911, y finalmente hubo que firmar un tratado comercial. 

### Matrimonios y descendencia
León dio lugar a un cierto escándalo a causa de sus numerosos matrimonios. Su primera mujer (Teófano), a la que Basilio obligó a casarse con él, murió en 897, y León volvió a casarse con Zoe Zautzina, hija de su consejero Zautzes, aunque esta murió también, en 899. Después de este matrimonio, León creó el título de basileopator («padre del emperador») para su padre político. Tras la muerte de Zoe, un tercer matrimonio resultaba técnicamente ilegal, pero León volvió a casarse, aunque su esposa murió en 901. En lugar de casarse por cuarta vez, lo que (desde el punto de vista del patriarca Nicolás el Místico) habría sido un pecado aun mayor que el tercer matrimonio, León decidió  tener como amante a Zoe Karvounopsina. Solamente se le permitió casarse con ella cuando esta dio a luz un hijo suyo en 904, aunque con muchas limitaciones, como la imposibilidad de legitimar a su esposa como emperatriz.
De su primera esposa Teófano, León VI tuvo una hija, Eudoxia, quien murió en 898. De su segunda esposa, Zoe Zautzina, León tuvo otra, Ana, de quien se cree que se casó con el emperador del Sacro Imperio Luis III el Ciego. De su tercera esposa, Eudoxia Bayana, León tuvo un hijo, Basilio, quien sobrevivió únicamente unos pocos días. De su cuarta esposa, Zoe Karbounopsina, tuvo dos hijos: Ana y Constantino VII.

### Conflictos con los territorios musulmanes
En el 901, los navíos de León de Trípoli saquearon Demetrias, a la sazón un rico puerto comercial. El año anterior el califa abasí Al-Mutádid había ordenado destruir la flota de Tarso a causa de un motín, lo que eliminó a uno de los principales rivales de los bizantinos en el mar. En el 904, tras una conspiración fallida contra el emperador en la que había participado el año anterior, León de Trípoli pilló Salónica. Los asaltos de las flotas levantinas a las costas del imperio obligó al emperador a reformar la Armada, que quedó al mando del almirante Himerio en el 905. Este pudo batir al señor de Trípoli y, en el 910, desembarcar en Chipre y acometer a continuación una fructífera incursión por las costas del Levante. La reacción musulmana fue un contraataque a Chipre. Las flotas de Trípoli y Tiro vencieron al almirante Himerio en las aguas de la isla de Quíos en abril o mayo del 912. Este revés desbarató el intento bizantino de recuperar Creta.
En el Mediterráneo occidental, la suerte tampoco favoreció a León. En el 902 y en parte por la felonía del almirante Eustacio, se perdió la última plaza que conservaba el imperio en Sicilia, Taormina. Eustacio fue juzgado en Constantinopla, pero recibió el perdón de León merced a los ruegos del patriarca Nicolás I el Místico. Tanto el almirante como el patriarca, pese a todo, participaron en la fallida conjura contra el emperador del año 903. El fracaso de la confabulación hizo que León relevase a Eustacio del mando de la Armada imperial y se lo entregase a Himerio.

## Muerte
Tras la derrota naval de Quíos, León enfermó y murió al poco tiempo. Como su hijo era todavía un niño, el hermano de León y su coemperador nominal (aunque sin poder real) Alejandro pasó a ser el nuevo emperador.

## Obras
León VI fue un escritor prolífico. Se le considera autor de: 
- Basiliká. Recopilación de leyes.
- Libro del eparca.
- Táctica.